# Stanisław Karnibad
Stanisław Karnibad (ur. 13 lipca 1899 w Warszawie, zm. 4 września 1953 w Flintshire) – podpułkownik dyplomowany piechoty Wojska Polskiego, działacz niepodległościowy.

## Życiorys
Urodził się 13 lipca 1899 w Warszawie. Od 1 lutego do 18 lipca 1918 był uczniem klasy „B” Szkoły Podchorążych w Ostrowi. Po odzyskaniu przez Polskę niepodległości został przyjęty do Wojska Polskiego. Dekretem Wodza Naczelnego Józefa Piłsudskiego z 1 lutego 1919 został mianowany podporucznikiem w Dowództwie Okręgu Generalnego „Warszawa”. Uczestniczył w wojnie polsko-bolszewickiej.
Od 1920 pełnił służbę w Szkole Podchorążych (w 1921 na stanowisku oficera kompanii, a w następnym roku na stanowisku zastępcy por. Mieczysława Pęczkowskiego, dowódcy ZK podchorążych). Został awansowany do stopnia porucznika piechoty ze starszeństwem z dniem 1 czerwca 1919. Służąc w Szkole Podchorążych w Warszawie pozostawał oficerem nadetatowym 9 pułku piechoty Legionów. 13 października 1923 został przydzielony do Wyższej Szkoły Wojennej w Warszawie, w charakterze słuchacza Kursu normalnego 1923/25. Z dniem 3 października 1925, po ukończeniu kursu i otrzymaniu dyplomu naukowego oficera Sztabu Generalnego, został przeniesiony służbowo do Oddziału IV Sztabu Generalnego na sześć miesięcy. W roku szkolnym 1925/26 był oficerem kompanii w Oficerskiej Szkole Piechoty. Został awansowany do stopnia kapitana piechoty ze starszeństwem z dniem 1 stycznia 1928. W 1928, jako oficer 9 pułku piechoty Legionów i oficer Sztabu Generalnego, był przydzielony do Oddziału II Sztabu Generalnego WP. W 1932 był oficerem 2 pułku strzelców podhalańskich w Sanoku. Na stopień majora został awansowany ze starszeństwem z 19 marca 1938 i 26. lokatą w korpusie oficerów piechoty. W marcu 1939 pełnił służbę w Sztabie Dowództwa Okręgu Korpusu Nr VI we Lwowie na stanowisku zastępcy szefa Wydziału Mobilizacji i Uzupełnień.
Po wybuchu II wojny światowej został oficerem Polskich Sił Zbrojnych na Zachodzie. Awansował do stopnia podpułkownika dyplomowanego piechoty. 5 grudnia 1940 przybył do Samodzielnego Obozu Oficerskiego w Rothesay.
Po wojnie uchwałą z 26 września 1946 Tymczasowego Rządu Jedności Narodowej Edwarda Osóbki-Morawskiego, wraz z 75 innymi oficerami Wojska Polskiego, został pozbawiony obywatelstwa polskiego, które przywrócono mu w 1971. Pozostał na emigracji w Wielkiej Brytanii. Zmarł w 4 września 1953 w Flintshire (Walia). Pochowany 8 września 1953 na cmentarzu Wrexham (grób nr D-09310.
Był żonaty.

## Ordery i odznaczenia
- Krzyż Walecznych[19]
- Złoty Krzyż Zasługi – 25 maja 1939 „za zasługi w służbie wojskowej”[26]
- Medal Niepodległości – 9 listopada 1932 „za pracę w dziele odzyskania niepodległości”[27][1]
- Srebrny Krzyż Zasługi po raz drugi – 19 marca 1935 „za zasługi w służbie wojskowej”[28][29]
- Srebrny Krzyż Zasługi po raz pierwszy – 19 marca 1931 „za zasługi na polu organizacji i administracji wojska”[30]
- łotewski Medal Pamiątkowy 1918-1928 – 6 sierpnia 1929[31]